# Svärdsjövattendraget
Svärdsjövattendraget är ett vattendrag mellan sjön Amungen på gränsen mellan Dalarna och Hälsingland, och sjön Runn i östra Dalarna. Vattendraget innehåller många sjöar och sammanhängande sjösystem och eftersom olika åavsnitt i "huvudvattendraget" ofta har olika namn, och då vattendraget rinner genom Svärdsjö, används "Svärdsjövattendraget" vid behov av gemensamt namn för hela sträckan, ibland inklusive dess käll- och biflöden.
Bland åsträckorna är Dalstugströmmen, Lambornsån, Tängerströmmen, Hagån och Sundbornsån dominerande namn. Några av de sjöar som genomflyts av vattendraget är Balungen, Svärdsjön, Gårdvikssjön, Toftan och Hosjön. Amungen är ingen absolut början, utan har också sina inflödande åar, bland annat Rockån, Halgån, Dalforsån och Oxnäsån.